# Nadija Kunina
Nadija Wołodymyriwna Kunina, ukr. Надія Володимирівна Куніна (ur. 29 marca 2000 we wsi Strabyczowo, w obwodzie zakarpackim) – ukraińska piłkarka, grająca na pozycji pomocnika lub napastnika w klubie Austria Wiedeń, reprezentantka Ukrainy.

## Kariera klubowa
Wychowanka Szkoły sportowej w Użhorodzie. W 2015 rozpoczęła karierę w Spartaku Czernihów. W następnym roku przeniosła się do klubu Łehenda-SzWSM Czernihów. W latach 2018–2021 grała w drużynie Żytłobud-1 Charków. Podczas 25 występów strzeliła 19 goli. W sierpniu 2021 podpisała kontrakt ze szwedzkim Linköpings. W lipcu 2022 została wypożyczona do Austrii Wiedeń.

## Kariera w reprezentacji
W 2018 roku została powołana do reprezentacji Ukrainy, aby wziąć udział w eliminacjach do Mistrzostw Świata w Piłce Nożnej Kobiet 2019.

### Gole w reprezentacji
| L.p. | Data                 | Miejsce                                     | Przeciwnik  | Wynik | Wynik meczu | Wydarzenie                                                 |
| ---- | -------------------- | ------------------------------------------- | ----------- | ----- | ----------- | ---------------------------------------------------------- |
| 1.   | 18 września 2020     | DG Arena, Podgorica, Czarnogóra             | Czarnogóra  | 2–0   | 3–1         | Mistrzostwa Europy w Piłce Nożnej Kobiet 2022 (eliminacje) |
| 2.   | 27 października 2020 | Apostolos Nikolaidis Stadium, Ateny, Grecja | Grecja      | 4–0   | 4–0         | Mistrzostwa Europy w Piłce Nożnej Kobiet 2022 (eliminacje) |
| 3.   | 1 grudnia 2020       | Obolon Arena, Kijów, Ukraina                | Czarnogóra  | 2–1   | 2–1         | Mistrzostwa Europy w Piłce Nożnej Kobiet 2022 (eliminacje) |
| 4.   | 2 września 2022      | Tórsvøllur, Tórshavn, Wyspy Owcze           | Wyspy Owcze | 1–0   | 3–0         | Mistrzostwa Świata w Piłce Nożnej Kobiet 2023 (eliminacje) |
| 5.   | 2 września 2022      | Tórsvøllur, Tórshavn, Wyspy Owcze           | Wyspy Owcze | 2–0   | 3–0         | Mistrzostwa Świata w Piłce Nożnej Kobiet 2023 (eliminacje) |